# Plecia morosa
Plecia morosa är en tvåvingeart som beskrevs av Edwards 1932. Plecia morosa ingår i släktet Plecia och familjen hårmyggor. Inga underarter finns listade i Catalogue of Life.